# Аймен Муеффек
Аймен Муеффек (фр. Aïmen Moueffek, нар. 9 квітня 2001, В'єнн, Франція) — марокканський футболіст, фланговий захисник французького клубу «Сент-Етьєн».

## Ігрова кар'єра

### Клубна
Аймен Муеффек народився у французькому містечку В'єнн і з 2012 року займався футболом в академії клубу «Сент-Етьєн». У 2019 році після участі у турнірі Кубок Гамбарделла футболіст підписав з клубом професійний контракт.
Починаючи з сезону 2020/21 Муеффек був внесений в заявку першої команди на участь у турнірі Ліга 1 і 17 вересня 2020 року відбувся дебют футболіста на професійному рівні. У сезоні 2021/22 «Сент-Етьєн» вилетів до Ліги 2 але сам Муеффек залишився і далі в команді.

### Збірна
На міжнародному рівні аймен муеффек починав виступи за юнацькі збірні Франції. У жовтні 2023 року прийняв запрошення від марокканської федерації і дебютував у складі олімпійської збірної Марокко.